# Archernis mitis
Archernis mitis là một loài bướm đêm trong họ Crambidae.